# Веттлауфер, Пол
Пол Ро́берт Веттла́уфер (англ. Paul Robert Wettlaufer, 28 января 1978, Калгари, Канада) — канадский хоккеист (хоккей на траве), полевой игрок. Участник летних Олимпийских игр 2000 и 2008 годов, двукратный чемпион Панамериканских игр 1999 и 2007 годов, серебряный призёр Панамериканских игр 2003 года.

## Биография
Кен Гудвин родился 28 января 1978 года в канадском городе Калгари.
Играл в хоккей на траве за Вест-Ванкувер и Викторию.
В 2000 году вошёл в состав сборной Канады по хоккею на траве на летних Олимпийских играх в Сиднее, занявшей 10-е место. Играл в поле, провёл 7 матчей, забил 1 мяч в ворота сборной Польши.
В 2008 году вошёл в состав сборной Канады по хоккею на траве на летних Олимпийских играх в Пекине, занявшей 10-е место. Играл в поле, провёл 6 матчей, мячей не забивал.
Дважды завоёвывал золотые медали хоккейных турниров Панамериканских игр — в 1999 году в Виннипеге и в 2007 году в Рио-де-Жанейро. Кроме того, выиграл серебро в 2003 году в Санто-Доминго.